# Annie McCall

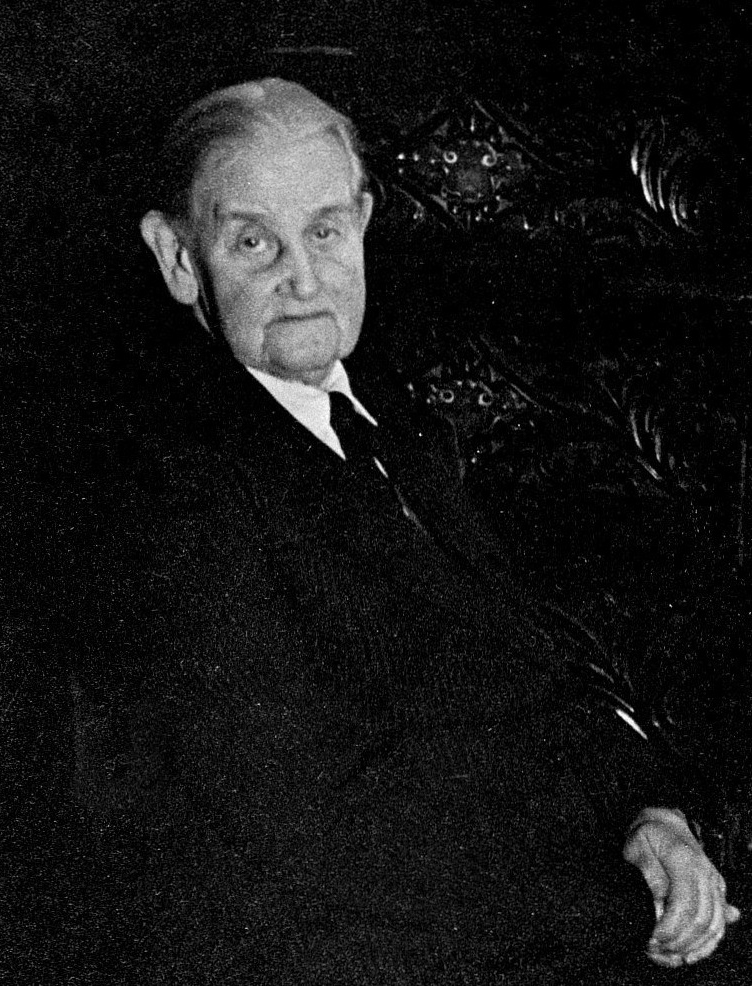
Annie McCall

Annie McCall (* 23. September 1859, Manchester, England; † 1949) war eine britische Ärztin. Sie leistete bedeutende Beiträg zur modernen Hebammenpraxis.

## Leben
Annie McCall wurde in Manchester geboren. Schon als Kind wusste sie, dass sie Medizin studieren wollte. Ihre Mutter ermutigte und unterstützte sie dabei und sorgte für eine ausgezeichnete Ausbildung. Sie studierte in Göttingen, Paris, Bern und Wien, bevor sie an die London School of Medicine for Women ging. 1885 schloss sie ihr Studium als eine der ersten 50 Ärztinnen ab. Zu ihren Interessen zählten Geburtshilfe und Tuberkulose.

## Gründerin des Clapham Maternity Hospital
McCall was from the beginning deeply concerned about the high death rate of mothers during childbirth and shortly after qualifying in 1885 she started a school of midwifery in her own home at 165 Clapham Road.
1889 eröffnete sie mith Miss Marion Ritchie das Clapham Maternity Hospital in 41 & 43 Jeffreys Road, Stockwell. Dieses hatte sowohl eine pränatale als auch eine postnatale Abteilung und setzte hohe Standards in Bezug auf Hygiene und Pflege. Das Krankenhaus war das erste Entbindungskrankenhaus, in dem ausschließlich Ärztinnen tätig waren, und es wurden nur Studentinnen aufgenommen. Außerdem wurde ein Bezirkshebammendienst (district midwifery service) angeboten, damit Frauen zu Hause entbinden konnten. Das Krankenhaus wurde 1936 in „Annie McCall Maternity Hospital“ umbenannt. 1938 wurde es durch den Kauf von 39 Jeffreys Road erweitert, wodurch das Krankenhaus nun über eine Kapazität von 50 Betten für stationäre Patienten verfügte. Bedauerlicherweise wurde das Krankenhaus 1940 im Zweiten Weltkrieg bombardiert und musste geschlossen werden. McCall ging 1941 in den Ruhestand und starb 1949, aber das Krankenhaus wurde nach ihrem Tod wieder aufgebaut und das Hauptgebäude des Krankenhauses wurde bis 1970 als NHS-Entbindungsklinik genutzt. Das Gebäude wurde vom Lambeth Council aufgegeben. Es stand viele Jahre unter der Obhut einer Künstlerkooperative, den Stockwell Studios und wurde während dieser Zeit vor einem möglichen Abriss durch den Stadtrat geschützt und unter Denkmalschutz (Grade II listed building) gestellt. Später wurde es vom Stadtrat an Bauträger verkauft und 2014 in Wohngebäude umgewandelt.
Als Mitglied der Abstinenzbewegung (Temperance movement) erlaubte McCall ihren Krankenschwestern und Patienten nicht, Alkohol zu trinken. Rauchen war nur außerhalb des Krankenhauses gestattet.
Das Krankenhaus hatte auch eine Zweigstelle in Battersea an der Albert Bridge Road 31 & 33, die 1892 eröffnet wurde, mit einer Ambulanz (dispensary) in 2 Albert Bridge Road.

## Pionierarbeit in der Hebammen- und Kinderbetreuung
Durch ihre Pionierarbeit auf dem Gebiet der Geburtshilfe und Kinderbetreuung erreichte sie eine sehr niedrige Sterberate unter ihren Patientinnen.
Das Krankenhaus ging auch gegen den Konventionen an, indem es alle Frauen aufnahm, die während der Geburt Hilfe brauchten, darunter auch arme und unverheiratete Frauen. Jede Patientin erhielt ein Handbuch mit dem Titel „Was tun, um ein gesundes Baby zu bekommen?“ (‘What to do to have a Healthy Baby’). Dieses Handbuch enthielt alle möglichen Ratschläge, von der Diät, die die schwangere Frau vor der Geburt einhalten sollte, bis hin zu der Art von Übungen, die sie machen sollte.
McCall war stellvertretende Vorsitzende des London County Council Midwives Act Committee.